# Козел, Владимир Георгиевич
Влади́мир Гео́ргиевич Ко́зел (1919—1988) — советский актёр театра и кино, народный артист РСФСР (1960).

## Биография
Родился 14 июля 1919 года в Астрахани. После окончания средней школы поступил на литературный факультет педагогического института, но решил стать профессиональным актёром и посвятил себя этому полностью. В 1938 г. начал артистическую карьеру в Астраханском ТЮЗе. Сталинским РВК г. Астрахани в 1939 году призван в РККА. Участник советско-японской войны 1945 года.
Впоследствии работал во многих провинциальных театрах, в том числе в Приморском драматическом театре во Владивостоке, Рижском театре русской драмы.
В середине 1960-х работал в Германии в драмтеатре ГСВГ в Потсдаме.
С 1967 года стал актёром Московского академического театра сатиры. Вместе с актёрами этого театра принимал участие в съёмках телевизионного театра миниатюр Кабачок «13 стульев» в роли пана Беспальчика.
Снимался в кино с 1963 года. Наибольшую известность получила роль белогвардейского контрразведчика полковника Щукина в сериале «Адъютант его превосходительства».
Владимир Козел ушёл из жизни 31 декабря 1988 года в Москве на 70-м году жизни. Актёр похоронен на Долгопрудненском (Центральном) кладбище.

## Творчество

### Роли в театре
- «Бесприданница» А. Н. Островского — Юлий Капитонович Карандышев[1]

### Фильмография
1. 1963 — На трассе — Тихов
2. 1966 — Тайный отряд: Бумеранг / Geheimkommando Bumerang (ГДР) — советский милиционер
3. 1967 — Когда дождь и ветер стучат в окно — Гайгал
4. 1967 — Сильные духом
5. 1969 — Адъютант его превосходительства — полковник Щукин
6. 1969 — Тройная проверка — генерал Ветров
7. 1970/1971/1972 — Руины стреляют… — Исай Павлович Казинец
8. 1970 — В лазоревой степи — Чернояров
9. 1970 — Чрезвычайный комиссар — Успенский
10. 1971 — Офицер запаса — Цуркан
11. 1972 — Петерс — эпизод
12. 1972 — Пятьдесят на пятьдесят — генерал КГБ
13. 1972 — Спасённое имя — Арлон Круду
14. 1972 — Земля, до востребования — эпизод
15. 1973 — Огонь — Залеский
16. 1973 — Человек в штатском — Гольц
17. 1973 — Семнадцать мгновений весны — кюре
18. 1974 — Анна и Командор — генерал Марков
19. 1974 — Пламя — Горбунов
20. 1976 — Вечный зов — полковник Зубов
21. 1977 — Право на любовь — Зинкин
22. 1977 — Убит при исполнении
23. 1977 — Хождение по мукам — генерал Каледин
24. 1979 — Инженер Графтио — Глеб Максимилианович Кржижановский
25. 1985 — Тётя Маруся